# 9872 Solf
9872 Solf è un asteroide della fascia principale. Scoperto nel 1992, presenta un'orbita caratterizzata da un semiasse maggiore pari a 2,3695982 au e da un'eccentricità di 0,0868681, inclinata di 6,59062° rispetto all'eclittica.
L'asteroide è dedicato all'astronomo tedesco Josef K. M. Solf.